# Acrocercops maranthaceae
Acrocercops maranthaceae là một loài bướm đêm thuộc họ Gracillariidae. Loài này có ở Cuba.
Ấu trùng ăn các loài Maranta. Chúng ăn lá nơi chúng làm tổ.